# توماس اندروز (دانشمند)
 توماس اندروز (انگلیسی: Thomas Andrews؛ زاده ۹ دسامبر ۱۸۱۳ درگذشته ۲۶ نوامبر ۱۸۸۵) یک دانشمند در زمینه شیمی و فیزیک اهل ایرلند بود. 